# Thiel-Behnke-Hornhautdystrophie
Die Thiel-Behnke-Hornhautdystrophie (TBCD) ist eine sehr seltene angeborene Form einer Hornhautdystrophie mit honigwabenartigen Trübungen oberflächlich in der Hornhaut des Auges.
Synonyme sind: Hornhautdystrophie der Bowman-Lamelle Typ 2; Hornhautdystrophie mit gewundenen Filamenten; Vordere limitierende Membrandystrophie Typ II; Wabenförmige Hornhautdystrophie; Hornhautdystrophie Waardenburg-Jonker
Die Namensbezeichnung bezieht sich auf die Autoren einer Beschreibung aus dem Jahre 1967 durch die deutschen Augenärzte Hans-Jürgen Thiel bzw. Humangenetiker Horst Behnke.
Ursprünglich wurde die Erkrankung als identisch mit der Reis-Bücklers-Hornhautdystrophie angesehen, im Jahre 1995 durch M. Kuchle und Mitarbeiter aber als jeweils eigenständige Entitäten definiert.

## Verbreitung
Die Häufigkeit ist nicht bekannt, die Vererbung erfolgt autosomal-dominant.

## Ursache
Der Erkrankung liegen großteils Mutationen im TGFBI-Gen auf Chromosom 5 Genort q31.1 zugrunde, welches für Keratoepithelin kodiert.
Ein weiterer Genort wurde auf das Chromosom 10 (q23-q24) kartiert.

## Klinische Erscheinungen
Klinische Kriterien sind:
- honigwabenartige oberflächliche Trübung der Hornhaut
- zunehmende Visusverschlechterung
- Hornhauterosionen während der ersten beiden Lebensjahrzehnte mit Schmerzen, rezidivierend

## Differentialdiagnose
Abzugrenzen ist die Reis-Bücklers-Hornhautdystrophie, meist milderer Verlauf der TBCD.

## Geschichte
Das zunächst als eigenständige Erkrankung angesehene, von den niederländischen Augenärzten Petrus Johannes Waardenburg und Garrit Hendrik Jonkers im Jahre 1961 beschriebene Waadenburg-Jonkers-Syndrom wird jetzt als Synonym für die TBCD angesehen.